# Európai sárkány

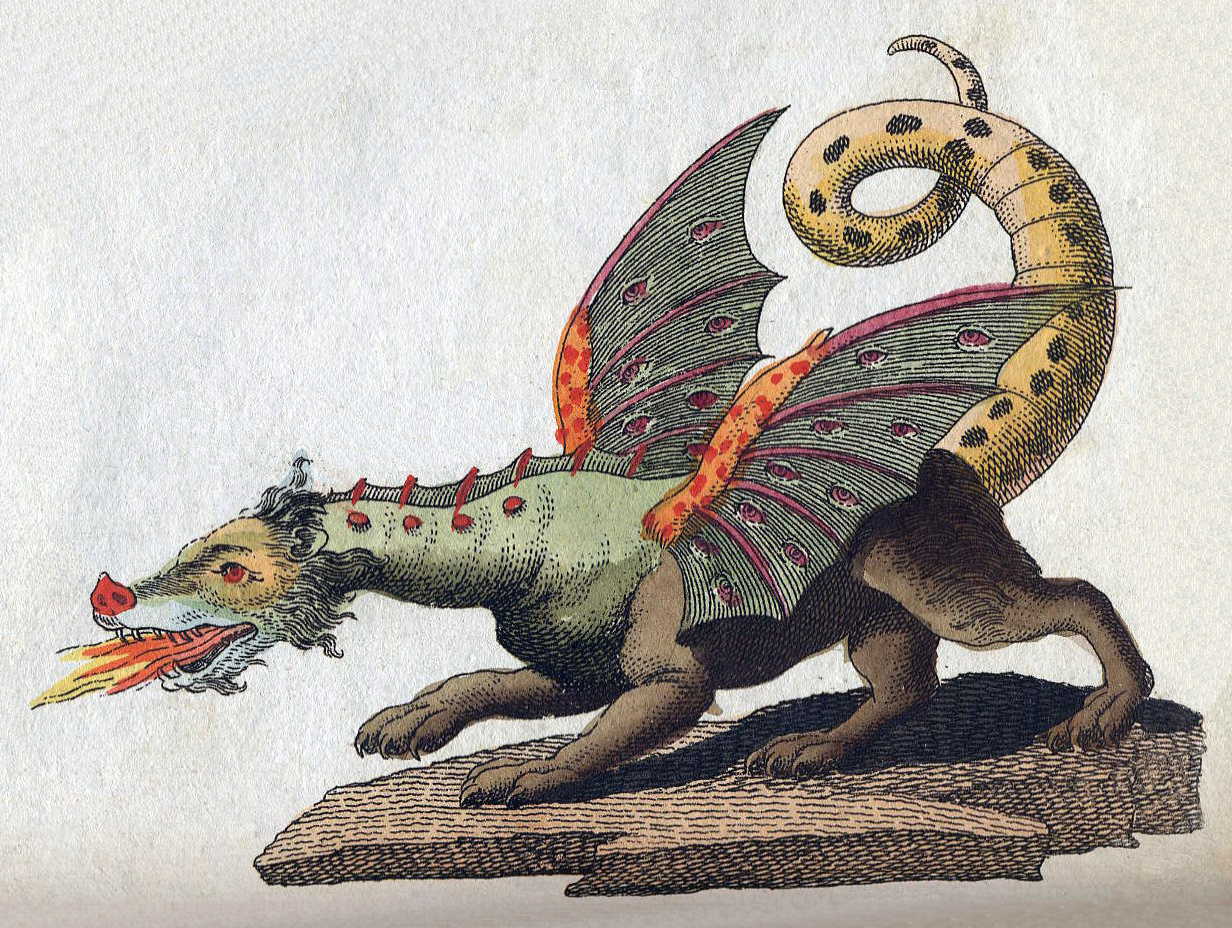
Friedrich Justin Bertuch Szárnyas Sárkány illusztrációja, 1806

Az európai sárkányok mitikus lények mind a mitológiában, mind a folklórban.
Az újkorban az európai sárkányokat általánosan nagy, tűzokádó, pikkelyes, szarvat viselő gyíkszerű lényként ábrázolták. Ez a lény emellett denevérszerű hártyás szárnnyal, négy lábbal és hosszú, izmos farokkal rendelkezik. Vannak ábrázolások, melyekben ezeket a sárkányokat tollas szárnyakkal, fodros, hártyás fejdísszel, vagy épp testét beborító tüskékkel és egyéb egzotikus megjelenéssel illetik. Vannak azonban láb nélküli, már-már kígyószerű és több fejjel rendelkező fajták is.
A népmesékben a sárkányok vérének sokszor tulajdonítanak különleges képességeket. Néha hosszú életet kölcsönöz, esetleg savas hatással bír vagy mérgező. Például a Siegfried című operában a sárkány vérének köszönhetően Siegfriedet nem fogja fegyver, és képes lesz megérteni az erdei madarakat.
A tipikus sárkány egy arannyal és kincsekkel teli barlangot vagy kastélyt őriz. A rossz szándékú sárkányokat gyakran kötik össze egy hős lovaggal, aki a dicsőség nevében próbálja meg elpusztítani őket, míg a jó szándékú hüllőt bölcs tanácsokért keresik fel.
S habár e teremtmények hatalmas szárnyakkal rendelkeznek, meglepő módon a legkönnyebben egy föld alatti barlang mélyén lelhetünk rájuk.
Valószínűleg Európa és Közel-Kelet sárkányainak mítoszai a spontán módon a kor embere elé került fosszíliák, dinoszauruszok maradványai, gyíkok esetleg mérgeskígyók tetemének kellő fantáziával történő „felöltöztetésének”, magyarázatának eredménye.

## Terminológia

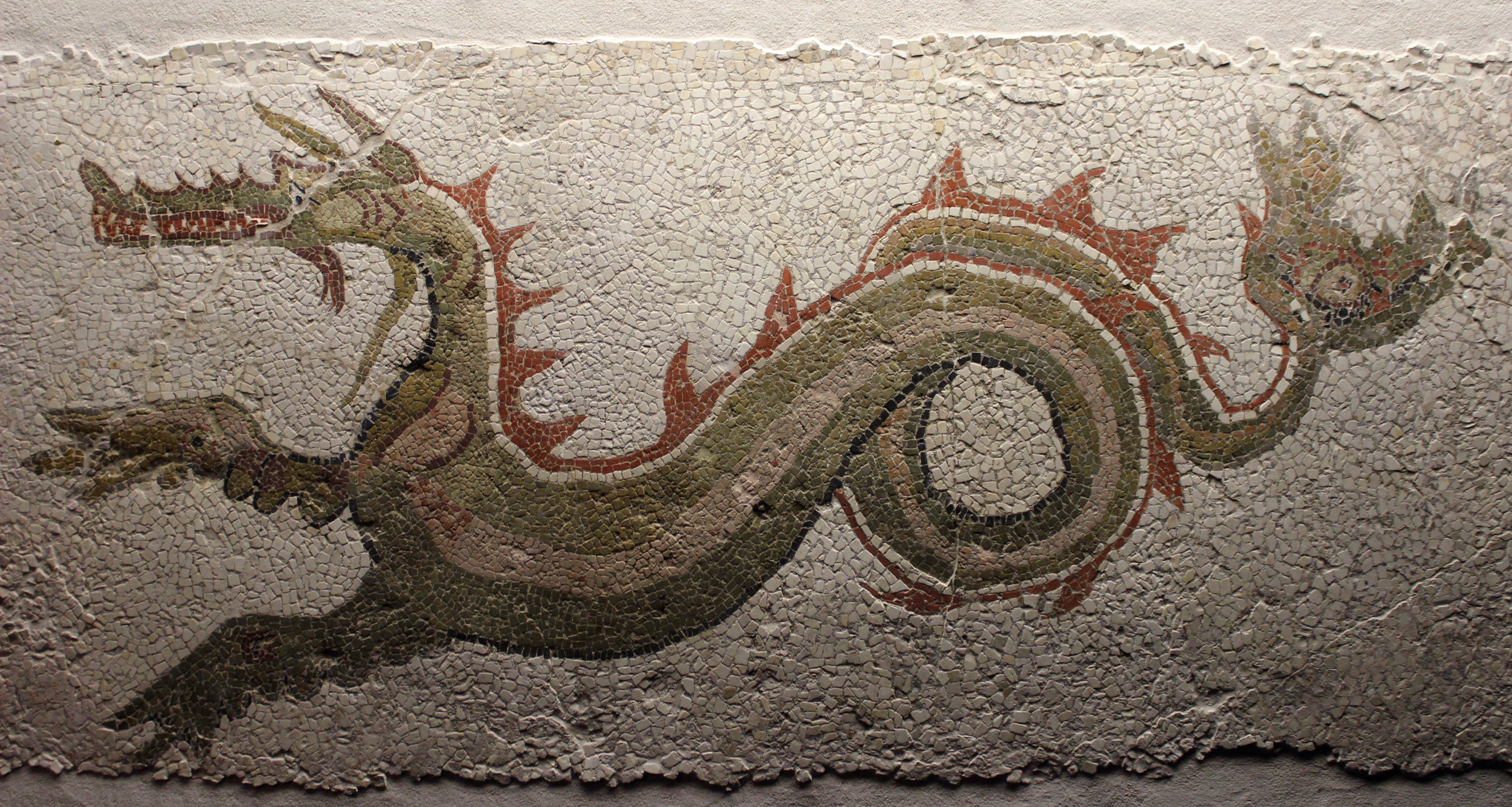
Mozaik az i. e. 3. századból, Kaulon (Magna Graecia, Dél-Olaszország)

Az angol „dragon” szót az ógörög δράκων drákōn szóból származtatják, ami jelenthet „kígyót, sárkányt” vagy szó szerint „éles látást” is. A görög szó eredetét a Szanszkrit dŗç-hez kötik, ami szintén azt jelenti „látni”. A mondavilágbeli asszociáció ellenére a sárkányokat nem lehet a norvég „draugr” nevű, inkább a mai zombikra hasonlító, hátborzongató mitológia lényekkel etimológiai kapcsolatba hozni.

## Görög és római sárkányok
A római sárkányok a görög kígyókból és a Közel-Kelet sárkányaiból fejlődtek ki, karakterizálva ezzel a görög és keleti hellenisztikus kultúráját. A babiloni muš-ḫuššu is egy klasszikus példája a Közel-Kelet sárkányainak. János a Jelenések Könyvében a Sátánt úgy ábrázolja, mint „egy hatalmas tűzvörös sárkány, amelynek hét feje és tíz szarva volt, és a hét fején hét korona”. János további műveiben felfedezhetőek a késői Héber és Görögök által inspirált irodalmi elemek sárkány ábrázolása azonban nagy részben a Közel-Kelet lényeit veszi alapul.

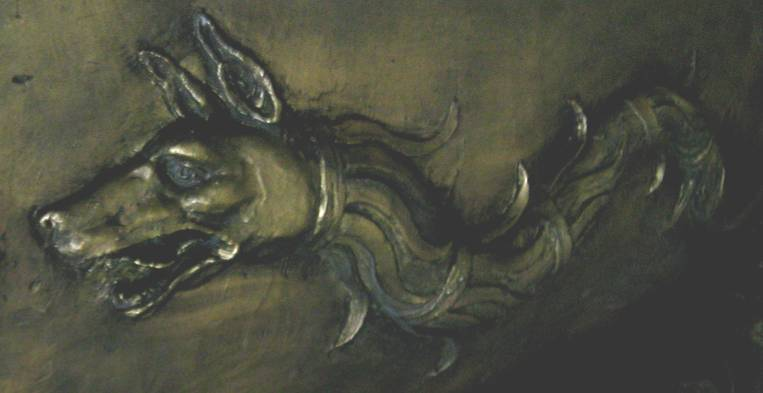
Dacian Draco

A Római Birodalomban minden katonai seregnek megvolt a saját, azonosító „signuma” (katonai lobogó). Traianus császár pártusok és dákok ellen vívott csatái után a Dacian Draco egység megjelent a Légióban a Cohors Sarmatarum és a Cohors Dacorummal együtt – Szarmata és Dák sereg – lándzsájuk végén egy hatalmas sárkánnyal, melynek fejét és hatalmas kitátott állkapcsát ezüsttel készítették, testének további részét más és más színű selyemmel borították. Miközben a lény állkapcsát szembefordították a széllel, a könnyű selyem test egy szélzsákhoz hasonlóan fodrozódott a levegőben.
A görög mitológiában megjelenő sárkányokat is gyakran ábrázolták kincsőrző bestiaként, akárcsak Ladónt a száz fejű sárkányt, aki a Heszperiszek kertjének fáját őrizte, amíg Héraklész el nem pusztította. Említhetjük még Püthónt, aki a Delphoi jósdát őrizte szintén haláláig, amikor is Apollón bosszúból anyja haláláért, megölte. A több fejű, mocsári szörnyeteg, a Lernéi Hüdra, akit Héraklésznek második próbáján kellett megölnie, sok helyen sárkányként emlegetik, bár ez a mai napig vitatott.

## Középkor

### Szárazföldi sárkányok
A sárkányokat gyakran ábrázolják gyíktesttel, két- vagy négy lábbal, denevérszerű szárnyakkal és a képességgel, hogy tudjanak, tüzet köpni (lásd az 1936-ban tervezett legendás angol Supermarine Spitfire vadászrepülőgépet, amely funkcióját és elnevezését tekintve is utal a sárkányokra.) A szárazföldi sárkányokra ezért sokszor hivatkoznak úgy mint tűzokádó sárkányra.
Valószínű, hogy a feketenyakú köpködőkobra különleges magatartása hozható kapcsolatba a szárazföldi sárkányok mítoszának kialakulásával.
A nyugati folklórban a sárkányok általában rosszindulatúak, kivételt képeznek ez alól az osztrák, a walesi mítoszok és a mai modern fikció szüleményei. Mindez erős kontrasztban áll az ázsiai sárkányokkal, akik hagyományosan a jóság és segítőkészség megtestesítői.
A klasszikus európai sárkányokat nem egyszer jellemzik úgy, hogy megvilágítják az eget. Ezt a jellemzést keresztény írók használják legtöbbször, mintegy metaforaként Luciferre a „fény angyalára”.
A Beowulf című hőseposzban feltüntetnek egy dracát (sárkány), egy wyrmet (kígyó) és ezeknek mozgását, melyre az angolszász bugan vagyis „hajló” jelentésű igéjét használják. A lény harapását mérgezőnek, testét és mozgását inkább kígyószerűnek, mintsem gyíkok vagy dinoszauruszokhoz hasonlóan írják le. A lény különböző képességei azonban – képes tűzet köpni, barlangokban él, és kincseket halmoz fel – sokkal hasonlatosabbak a sárkányok már ismert jellemeihez.

### Germán sárkányok: Lindworm

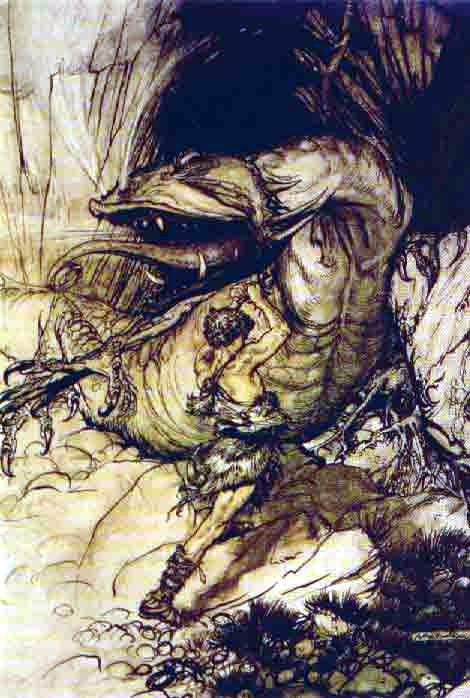
Sigurd megöli Fafnirt

A leghíresebb Lindowrm a norvég és germán mitológiában Fafnir.
A két európai mondában Fafnir és Beowulf is ősi, elátkozott kincsekkel teli kunhalmokat őriz, amely szerencsétlenséget hozott mindazokra, akik később birtokolták.

### Germán sárkányok: Tengeri kígyó
A tengeri kígyót vagy tengeri sárkányt gyakorta említik a norvég orm vagy az óangol wyrm és worm néven. Ezek a „sárkányok” általában gonoszak, hasonlatosan a görög és más európai sárkányok habitusához, azonban a legtöbbjük mindaddig nem keveredik harcba, míg fenyegetve nem érzi magát. A tengeri kígyók nevükhöz méltóan nem rendelkeznek sem lábbal, sem szárnyakkal, s előszeretettel pusztítják el a vizeken hánykolódó hajókat.
A leghírhedtebb tengeri kígyó a Norvég mitológiában fellelhető Jörmungandr.

A Walesi zászló rajta a szimbolikus vörös sárkánnyal

### Walesi sárkányok
A vörös, más néven walesi sárkány (Y Ddraig Goch) alakja is megjelenik a walesi zászlón. Ezen szimbolikának eredete egy Artúr-legendához köthető, melyben, Merlin egyik jóslatában mesél arról, hogy egy vörös (britonok) és egy fehér sárkány (hódító szászok) küzd egymás ellen a legendás Dynas Emrys fölött.
A sárkányt sokszor használták az idők során walesi uralkodók szimbolikájaként is, például Owain Glyndwr és VII. Henrik angol király esetében.

### Szláv sárkányok: Ala
A délszláv országok mitológiájában két fajta sárkány típust fedezhetünk fel, az egyik az Ala a másik a Zmey. Úgy tartják, egy öreg kígyó képes Alává változni. Más hiedelmek szerint az Alák női vagy épp sárkány testtel rendelkeznek, fejük száma azonban eltérhet.
Az Ala a Zmeyek ellensége. A szláv hiedelmek szerint a mennydörgés a következménye a két lény összecsapásának. Az Ala a rosszat megtestesítő démon, míg a Zmey jóságos.

### Szláv sárkányok: Zmey

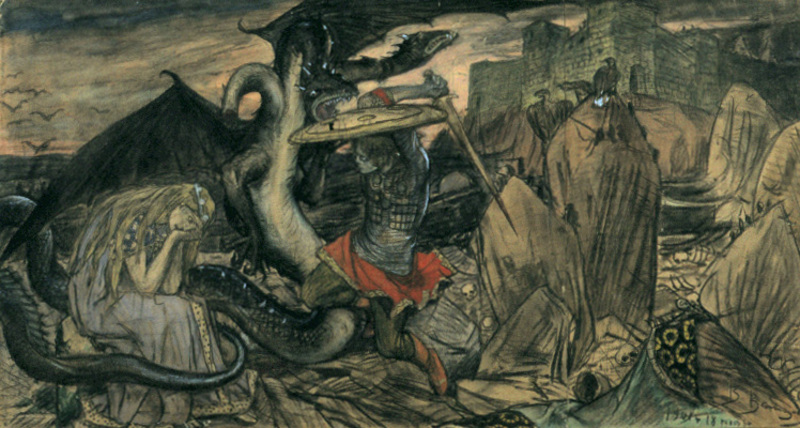
Zmey Gorynych, Viktor Vasznyecov festménye

A szláv mitológia sárkányai vegyes temperamentummal irányulnak az emberiség felé. Vegyük például a bolgár mitológiát, ahol két típusú sárkányt különböztetnek meg, a nőstényt és a hímet. Mindkét nem máshogyan viszonyult az emberek felé. A nőstény és a hím sárkány gyakran testvérpárként jelenik meg, más és más erőket birtokolva az elemi világban. A nőstény reprezentálja a kíméletlen időjárást, ő a termés és az emberiség pusztítója, aki örökre a testvére elleni küzdelemre hivatott. A hím védelmezi a természeti értékeket, s összességében jóságos az emberekkel. A tűz és víz, mint elemi metafora is nagy jelentőséggel bír a bolgár sárkánymítoszokban. A nőstények víz, míg a hímek tűz elemű karakterizmussal bírnak. Bolgár legendák szerint ezek a sárkányok három fejű, kígyó testű, szárnyas hüllők.
A bolgár, orosz, fehérorosz, ukrán, bosnyák, szerb és a macedón hiedelmek szerint a sárkányok természetüktől fogva gonosz, négylábú bestiák, némi kiváltságos tulajdonsággal. A Zmeyek ugyan rendelkeznek némi intelligenciával, tetteik mégis legfeljebb a falvaktól való arany és/vagy hajadonok követeléséig terjednek. Fejeik száma általában egytől hétig terjedhet, de vannak kivételek is. A leggyakrabban előforduló példányok három vagy hét fejjel rendelkeznek. A levágott fejek általában visszanőnek, hacsak nem égetik le tűzzel a nyaka tövét (hasonlóan a Görög Hüdrához) ám a sárkányvér olyan mérgező, hogy olykor a föld sem akarja befogadni a maradványokat.
A bolgár mitológiában ezek a lények általában jámbor és jóságos természetűek, ellenben a gonoszt megtestesítő Lamyával, aki sokban hasonlatos tulajdonsággal bír a Zmeyjel.
A leghíresebb lengyel sárkány a Wawel sárkánya vagy lengyelül a Smok Wawelski. A legenda szerint a Wawel domb alatt élő sárkány éjszakánként a földeket járta, és pusztította az állatállományt. Végül egy leleményes cipészmester kénnel és szurokkal töltött meg egy birkabőrt, amit a sárkány felfalt, amitől borzasztó szomjúság tört rá, amit a közeli Visztula folyóban próbált meg enyhíteni. Olyan sokat ivott, hogy végül szétpukkant. Ezen legendára emlékeztető acél, hatlábú sárkányszobor a krakkói várban máig népszerű turistalátványosság, a gyerekek elkápráztatására pedig pár percenként lángcsóvát lövell ki a szájából. A Wawel sárkánya a Piast Czersk hercegének címerén is feltűnik.
Más sárkányszerű lények is megjelennek a lengyel folklórban. Ilyen például a varsói katakombákban élő Baziliszkusz.

### Ibériai sárkányok

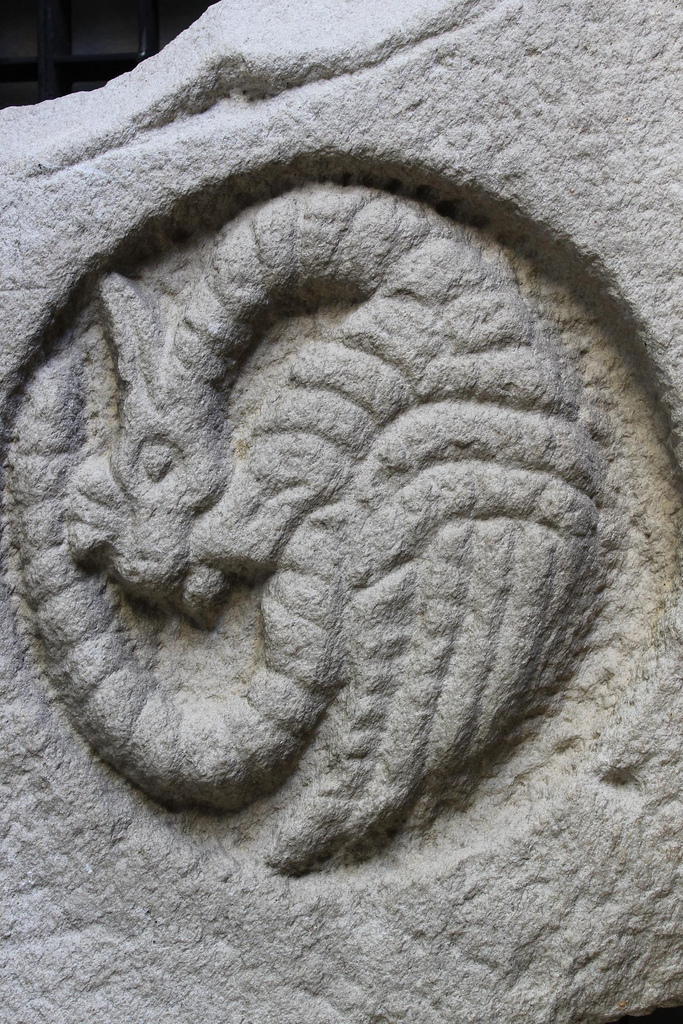
Sárkány gránit domborműben (14. század) San Anton múzeum (Spanyolország)

Az Ibériai sárkányok a legtöbb esetben gonoszak, akárcsak Cuélebre az óriás szárnyas kígyó, aki az észak-spanyol asztúriai mitológia egyik misztikus lénye. Barlangokban lakik, ahol kincseit őrzi, s nimfákhoz hasonló teremtményeket, a Xanakat tart fogva. Halhatatlan lények, mégis képesek az öregedésre.
Egy legenda szerint a Peña Oroel hegységben egy sárkány élt, aki tekintetével képes volt hipnotizálni az embereket. A lényt megölő ifjú, csillogó páncélban érkezett a barlanghoz, amelyről visszatükröződött a sárkány tekintete így könnyen véget vetett a bestia életének, mely saját magát hipnotizálta.

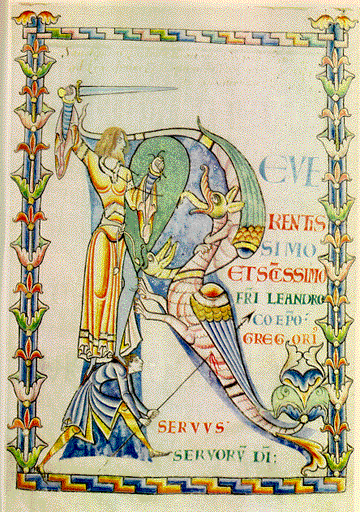
12. századi kézirat I. Gergely pápa leveléből Sevillai Szent Leandernek

Herensuge volt a baszk mitológiában szereplő sárkány neve, jelentése az „utolsó kígyó”. A legismertebb mítosz szerint Mihály arkangyal szállt le az égből, hogy megölje a sárkányt, ám Isten ezt csak úgy engedélyezte, ha ő is jelen lehet Herensgue elpusztításánál.
Katalónia védőszentje Szent György, így nem furcsa, hogy a katalán mítoszok és legendák bővelkednek a sárkányokban. Akárcsak más népeké, a katalán sárkányok (Catalan drac) is óriási kígyótestű, szárnyas lények voltak négy pár, ritkább esetben két pár lábbal hasonlatosan a wyvernekhez. Fejük lehet oroszláné vagy akár bikáé is. Képesek mindent elemésztő tűzet okádni, s bűzös gázt kibocsátani, amely elrohaszt mindent, amihez hozzáér.
A katalánok megkülönböztetnek egy víbria vagy vibra (vipera) nevű nősténysárkányt melynek kiemelkedő mellei, két pár karmos lába és sascsőre van. Mind a víbriák mind a dracok és egyéb mitikus lények figurája gyakran megjelenik a correfocs nevű katalán utcai fesztiválon.
A portugál mitológiában a Coca egy nőstény sárkány, amely a Corpus Christi ünnep napján küzd meg Szent Györggyel. A csatának van egy szimbolikus jelentése: ha a Coca legyőzi Szent Györgyöt az évi termés nem lesz elegendő; éhínség és halál pusztít majd, azonban ha Szent György öli meg a sárkányt, és kivágja a nyelvét, lemetszi a fülét, az emberekre terményekben gazdag év és jólét vár. Az úgynevezett „szentségben” nemcsak György, de a Coca is osztozik, az ünnepi műsoron a nézőközönség épp úgy szurkol a sárkánynak, mint a védőszentjüknek.

### Itáliai sárkányok

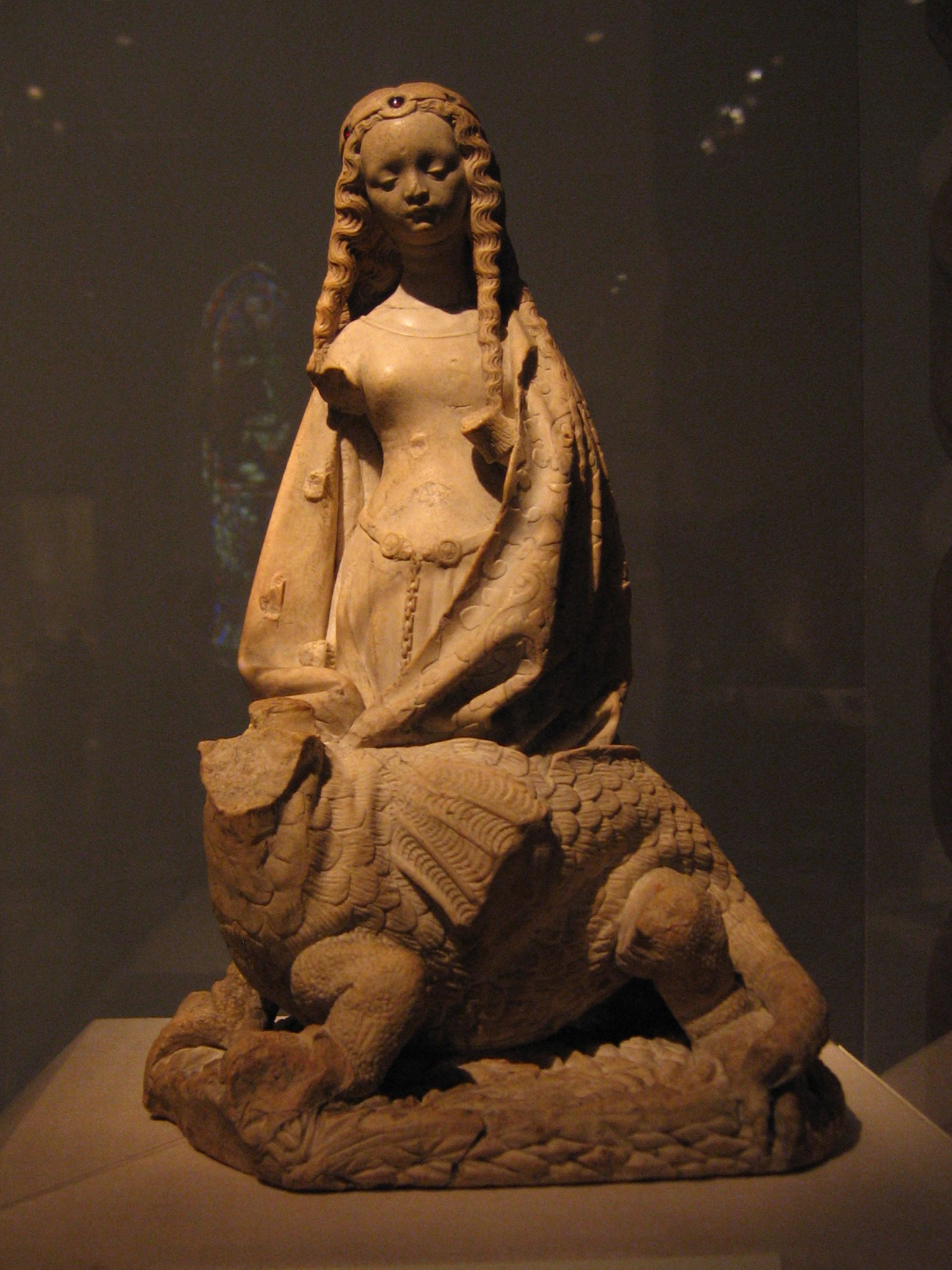
Antiokheiai Szent Margit és a sárkány

Az olasz sárkányok általában gonoszak, és rengeteg történet szól arról, hogy ezeket a lényeket lemészárolják. A sárkányokat megtévesztő démonoknak tartják. Szent György legendája is közismert Olaszországban, de mellette más szentek alakjához is társítják a sárkányölés dicsőségét.
Például Forlì első püspöke, Szent Mercurialis, akiről úgy hírlik, megölt egy sárkányt, és megmentette városát. Velence első védőszentje is Tyro-i Szent Theodore szintúgy sárkányölő volt, a velencei Szent Márk téri oszlopon egy szobor őrzi emlékét.
A Jacopo da Voragine által összeírt Legenda aurea szerint Antiokheiai Szent Margitot a Sátán egy sárkány alakjában nyelte le, ahonnan épségben kiszabadult, mert a nála hordott kereszt kaparta a szörnyeteg zsigereit. A Legenda Aurea némi szkepticizmussal kezeli ezt a történetet már – már apokrifnek titulálták, ezáltal, hogy nem vették elég komolyan a legenda népszerűségének hiányában művészi ábrázolások sem maradtak fenn.
Sokkal ismertebb történet az itáliai sárkányokról Umbriában történt. A középkorban Terni városát ostromoló Thyrus nevű wyvern méltán sorolható ide. Egy nap egy ifjú és bátor lovag a Cittadini házból megelégelte bajtársai elvesztését és városa népességének így nagymértékű megfogyatkozását, így hát szembeszállt a sárkánnyal, és megölte. Attól a naptól fogva a város címerén ott virít Thyrus mellette egy latin szöveggel „Thyrus et amnis dederunt signa Teramnis” ami annyit jelent „Thyrus és a folyó jelvényét adták Terninek”, mely ma is a város falán lóg, és őrzi ennek a legendának az emlékét.
Egy másik történet egy újabb sárkányról mesél, aki a dél-umbriai Fornole városának közelében élt. I. Szilveszter pápa Umbriába érkezett, és felszabadította a fornolei embereket a sárkány dühétől, megbékítve a fenevadat. A lakók, hálájuk jeléül építettek egy kis templomot a pápa hősies tettének szentelve, a sárkány barlangja mellé. A 13. században épített kápolnában egy freskó is található a szent képével.

## Modern Sárkányok

Az Eragon c. könyv borítója

A sárkányokat mindig is önző, kincset őrző, aranyra éhes bestiáknak képzelték. A Beowulfhöz hasonló történetekben a kincsekre éhes tolvaj az, aki kiváltja a sárkányok e reakcióját. A fantasy műfajában azonban előtérbe helyeződik a sárkányok iránti pozitív megközelítés, nem ellenségként, hanem társként vázolják fel őket, akárcsak a régi kínai mondákban, vagy miként a walesi vörös és lengyel sárkányokra tekintettek.
A sárkányok más szemszögből való megközelítése egyre elterjedtebb, a magas intelligenciájuk és tiszteletre méltó jellemük, melyet a legendákból ismerhetünk továbbra is megmaradnak, sőt egyensúlyban állnak az emberek iránt tanúsított baráti viselkedéssel. Gyakorta őrzőkként vagy épp bizonyos személyekkel állnak szorosabb baráti kötelékben.
Tolkien stílusteremtő A hobbit című könyvéből ismert Smaug ezzel szemben gonosz és kapzsi természete ellenére kimagaslóan intelligens és ravasz.
A feljebb említett, a sárkányok barátságosságát kihangsúlyozó ideákat népszerűsítő első könyvek közt található Anne McCaffrey Pern sárkánylovasai című könyve, amelyet hamarosan követte Christpoher Paolini népszerű sárkányorientált sorozatával az Eragonnal. Mellettük Ursula K. Le Guin is maradandó képet alkotott a sárkányokról A Szigetvilág Varázslója című könyvében, akárcsak George R. R. Martin A tűz és jég dala könyvsorozatában megjelenő Daenerys és az ő sárkány „gyermekei” vagy épp Naomi Novik fantasy sorozata, melyben az író a már önmagában izgalmas napóleoni háborúkat egészíti ki az embereket segítő, óriási szárnyas hüllőkkel.
Ffyring az utolsó a nagy sárkányok közül a Jonah and the Last Great Dragon című angol ifjúsági könyvben egy valódi walesi legendát vett alapul, amely szerint az utolsó sárkány Radnor erdő alatt alussza álmát, eme föld alatti börtönbe zárva Mihály arkangyal által.

## Fordítás
- Ez a szócikk részben vagy egészben  az   European Dragon című angol Wikipédia-szócikk ezen változatának fordításán alapul.  Az eredeti cikk szerkesztőit annak laptörténete sorolja fel. Ez a jelzés csupán a megfogalmazás eredetét és a szerzői jogokat jelzi, nem szolgál a cikkben szereplő információk forrásmegjelöléseként.